# Giovanni Simone Comandè
Giovanni Simone Comandè (* 1580 in Messina; † 1634 ebenda) war ein italienischer Maler der Spätrenaissance auf Sizilien.

## Leben
Giovanni Simone war der Sohn des Malers Stefano Comandè, einem Schüler von Polidoro da Caravaggio, und Bruder des Francesco Comandè (* um 1568), der von Deodato Guinaccia ausgebildet wurde.
Zunächst Schüler seines Bruders, ging er später nach Venedig und war dort vermutlich in der Werkstatt von Paolo Veronese tätig. Zurück in Messina arbeitete er häufig mit seinem Bruder Francesco  zusammen, der anfänglich im Stil seines Lehrers Guinaccia malte und später unter Einfluss des jüngeren Bruders Giovanni Simone in Richtung der Venezianischen Malerei wechselte.
Seine Schüler waren Placido Saltamacchia, Antonio Barbalonga und Alonso Rodriguez.
Die meisten Arbeiten der Familie Comandè gingen durch das große Erdbeben von 1908 verloren.

## Dokumentierte Werke
- Mili San Pietro (Messina) « Madonna » (von Simone Comandè)
- Chiesa del Carmine (Messina): Fresken “Verkündigung” und “Pietà” (von Simone Comandè, 1783 durch ein Erdbeben zerstört)
- Chiesa San Bartolomeo (Messina) “Martyrium des S. Bartholomäus” (Giovanni Simone und  Francesco)
- Santa Maria di Basicò Zug der Heiligen drei Könige (Giovanni Simone und  Francesco)
- Chiesa di San Andrea dei Pescatori (Messina): “Die Berufung des S. Andreas” (von Giovanni Simone)
- Chiesa Madre (Roccavaldina): “Jesus Christus und Heilige”